# Marathon van Zürich 2009
De marathon van Zürich 2009 vond plaats op zondag 26 april 2009. 
Bij de mannen ging de overwinning naar de Eritreeër Tadesse Abraham in 2:10.09. De wedstrijd bij de vrouwen werd gewonnen door de Russische Olga Rossejewa in 2:32.17.
In totaal finishten 5009 atleten de wedstrijd, waarvan 909 vrouwen.

## Uitslagen

### Mannen
| rang   | naam                | land | tijd    |
| ------ | ------------------- | ---- | ------- |
| Goud   | Tadesse Abraham     | ERI  | 2:10.09 |
| Zilver | Oleg Koelkov        | RUS  | 2:10.12 |
| Brons  | Tesfaye Eticha      | ETH  | 2:10.21 |
| 4      | Tereje Wodajo       | ETH  | 2:10.47 |
| 5      | Dagim Getnet        | ETH  | 2:11.36 |
| 6      | Richard Chepkwony   | KEN  | 2:14.11 |
| 7      | Isaac Cheruiyot     | KEN  | 2:14.33 |
| 8      | Pius Rotich         | KEN  | 2:14.34 |
| 9      | Vladimir Ponomaryov | RUS  | 2:14.44 |
| 10     | Alemayehu Shumye    | ETH  | 2:14.49 |

### Vrouwen
| rang   | naam                        | land | tijd    |
| ------ | --------------------------- | ---- | ------- |
| Goud   | Olga Rossejewa              | RUS  | 2:32.17 |
| Zilver | Elza Shayakhmetova-Kireyeva | RUS  | 2:33.13 |
| Brons  | Etaferahu Tarakegn          | ETH  | 2:34.05 |
| 4      | Alemitu Bekele              | BEL  | 2:34.57 |
| 5      | Patrizia Morceli-Bieri      | SUI  | 2:38.44 |
| 6      | Addis Gezhague              | ETH  | 2:42.53 |
| 7      | Bernadette Meier-Brandle    | SUI  | 2:43.34 |
| 8      | Emebet Abosa                | ETH  | 2:43.50 |
| 9      | Jenny Breitschmid           | SUI  | 2:44.08 |
| 10     | Michaela Mertova            | CZE  | 2:47.14 |

2003 ·
2004 ·
2005 ·
2006 ·
2007 ·
2008 ·
2009 ·
2010 ·
2011 ·
2012 ·
2013 ·
2014 ·
2015 ·
2016 ·
2017